# ヴァンゼー会議

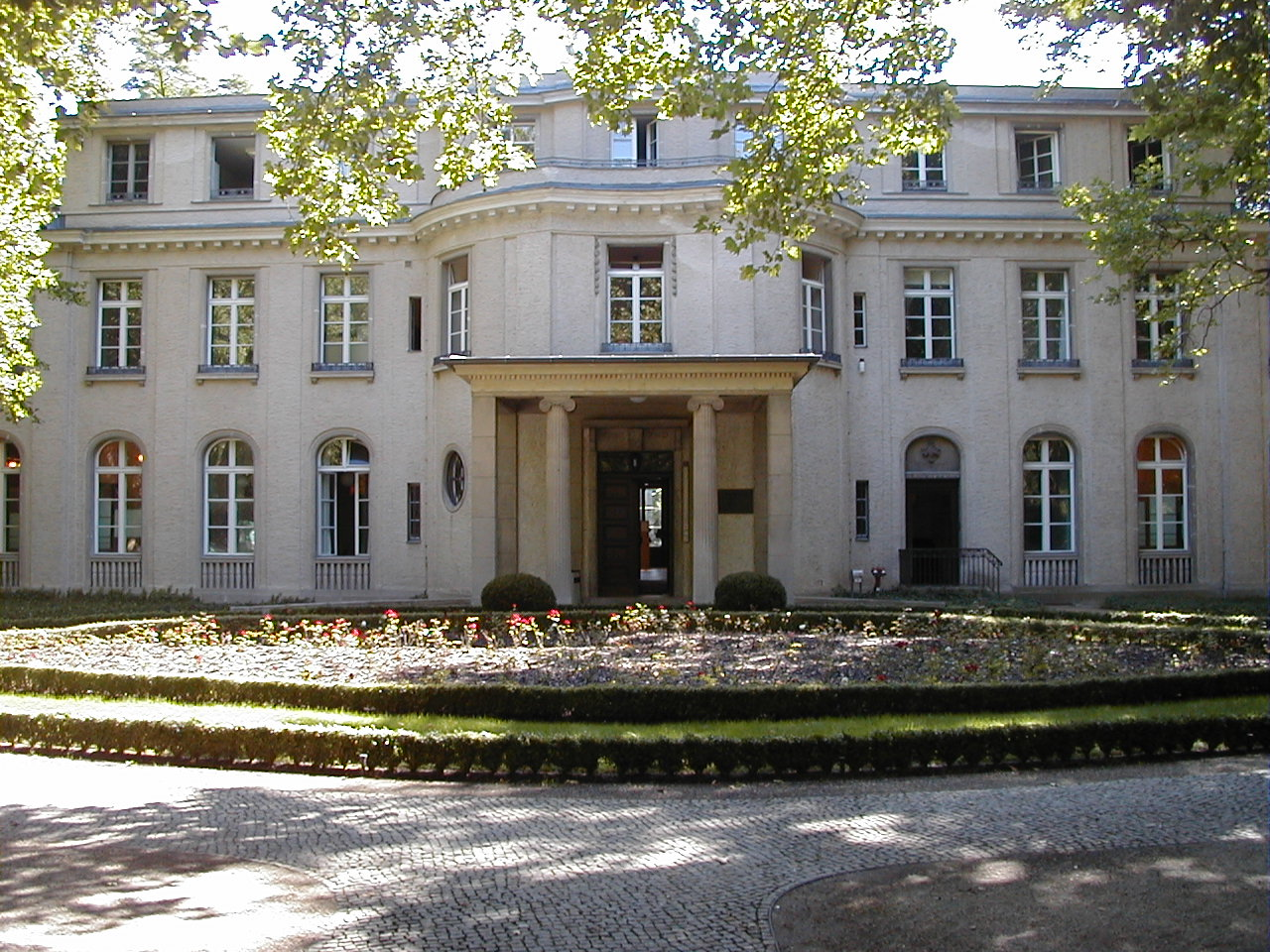
会議の開かれたヴァンゼー別荘

ヴァンゼー会議（ヴァンゼーかいぎ、独: Wannseekonferenz、英: Wannsee Conference）は、第二次世界大戦中の1942年1月20日にドイツの高官らが会同して、ユダヤ人の移送と殺害について分担と連携を討議した会議である。会議はベルリンの高級住宅地、ヴァン湖（ヴァンゼー）畔にある親衛隊の所有する邸宅で開催されたことからこの名で呼ばれる。

## 「最終的解決」の計画

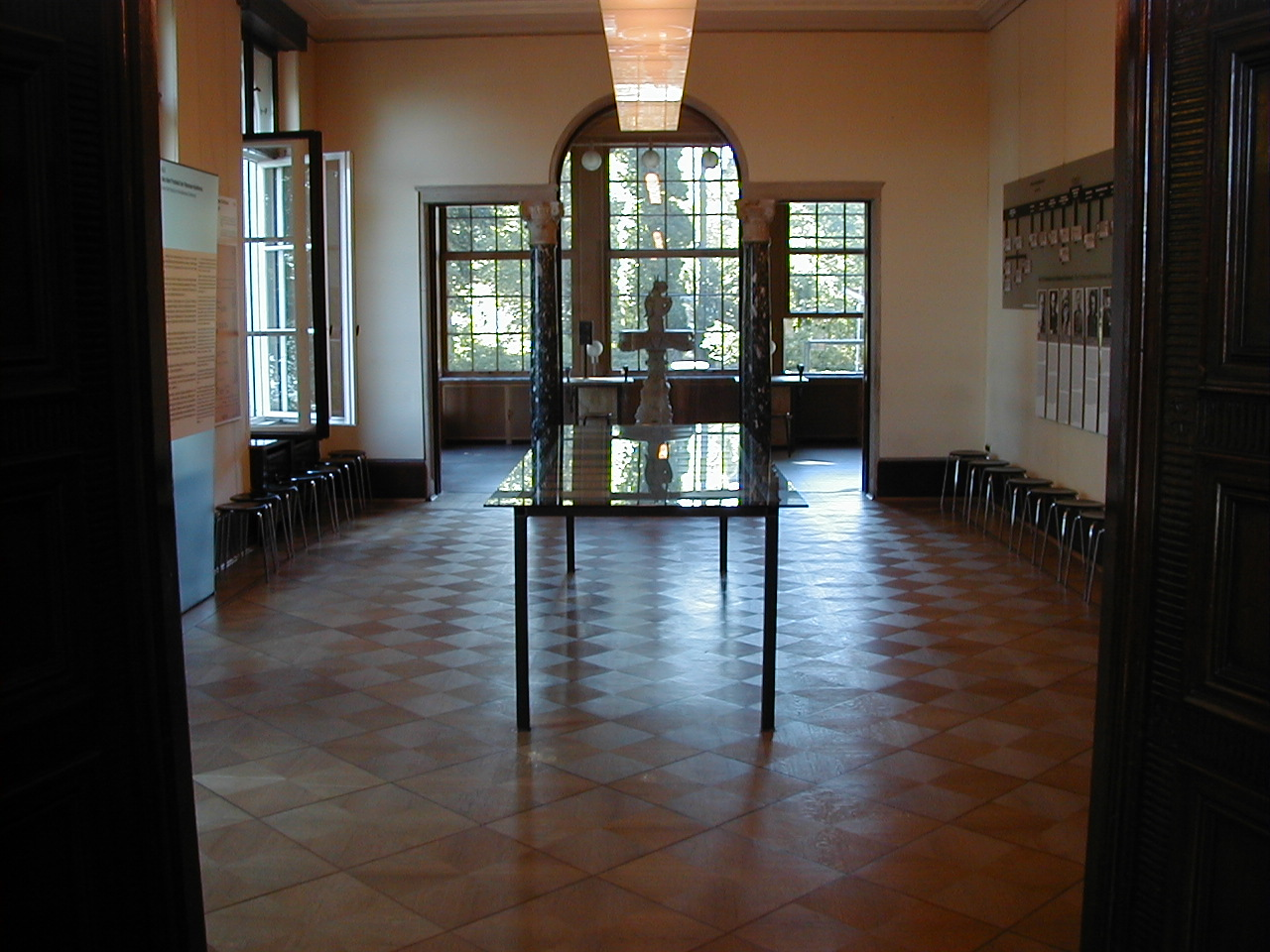
ヴァンゼー会議はもともと別荘の食堂だった場所で開かれた。

会議が開かれる以前から、アインザッツグルッペンは占領下の東ヨーロッパやソ連において、ユダヤ人を組織的に虐殺していた。
しかし、ドイツ政府は、広大な占領地域に分散し居住する多数のヨーロッパ系ユダヤ人（以下ユダヤ人）を絶滅させるために必要な、官僚組織の協調体制を確立できずにいた。官僚組織は異なる省庁に属し、それらはしばしば互いに競合していたからである。よってドイツ政府は「ホロコースト計画完遂の阻害要因は、各省庁がユダヤ人の抹殺を必ずしも優先事項として取り扱わなかったことにある」と考えた。
そこで、ユダヤ人の絶滅を優先事項とすることを再確認し、関係省庁の上層幹部に必要な権限を取り戻し、複雑に絡み合う官僚組織の多くが最終的解決を共同して実行できるようにするため、ヴァンゼー会議が開催された。
会議以前にもすでにユダヤ人の絶滅を目的とすることを示す総統アドルフ・ヒトラーの演説があったが、ヴァンゼー会議がドイツ政府の対ユダヤ人政策を理解する上で特別な地位を占めている理由としては、
1. 会議の開催に関わる完全な文書記録と会議の議事録が戦争で失われなかったこと。
2. 会議の出席者が、ユダヤ人の追放や組織的殺害を実行するのに必要な主要省庁の上層幹部だったこと。
3. 会議以降にユダヤ人の大量移送や会議目的に適う絶滅収容所における収容者の死亡が加速したこと。
4. 会議の議事録がニュルンベルク裁判の尋問や反対尋問において広く使用されたこと。

などが挙げられる。

## 参加者
議長はヨーロッパ・ユダヤ人問題の最終的解決を任務とする国家保安本部の事実上の長官職にあるラインハルト・ハイドリヒ親衛隊大将が務めた。ユダヤ人の扱いに関する情報の拡散は、会議開催までには既にかなり進んでいた  。外務省、法務省、内務省、国務省の国務長官など、親衛隊の代表や政府省庁の要職を招待した。出席者は以下の通りである。
会議に出席した15名のうち、8名は学者の資格も持っていた。 速記議事録のメモはアイヒマンの秘書インゲブルク・ヴェルレマン（de:Ingeburg Werlemann）によって作成され、議事録は後にハイドリヒに相談の上、アイヒマンによって書かれた。
| 名前                                                          | 画像               | 役職名                                                                                  | 所属組織                                 | 上官                                                                                                 |
| ------------------------------------------------------------- | ------------------ | --------------------------------------------------------------------------------------- | ---------------------------------------- | --- |
| ラインハルト・ハイドリヒ 親衛隊大将(中将)                     |                    | 国家保安本部部長 ベーメン・メーレン保護領副総督 主管                                    | 国家保安本部、親衛隊                     | ハインリヒ・ヒムラー親衛隊全国指導者                                                                 |
| オットー・ホフマン 親衛隊中将(少将)                           |                    | 親衛隊人種及び移住本部本部長                                                            | 親衛隊                                   | ハインリヒ・ヒムラー親衛隊全国指導者                                                                 |
| ハインリヒ・ミュラー 親衛隊中将(少将)                         |                    | 国家保安本部第IV局（ゲシュタポ）局長、親衛隊中将                                        | 国家保安本部, 親衛隊                     | ラインハルト・ハイドリヒ国家保安本部長兼親衛隊大将（中将）                                           |
| カール・エバーハルト・シェーンガルト 親衛隊上級大佐(上級大佐) |                    | ポーランド保安警察およびSD司令官、親衛隊上級大佐                                        | ポーランド保安警察およびSD、親衛隊       | ラインハルト・ハイドリヒ国家保安本部長兼親衛隊大将（中将）                                           |
| ゲルハルト・クロップファー 親衛隊上級大佐(上級大佐)           |                    | 常任次官、党官房法務局長(de)、裁判官                                                    | 党官房                                   | マルティン・ボルマン党官房長                                                                         |
| アドルフ・アイヒマン 親衛隊中佐(中佐)                         |                    | 国家保安本部第IV局第IV部ユダヤ人担当課長及び記録室室長                                  | 国家保安本部第IV局（ゲシュタポ）、親衛隊 | ハインリヒ・ミュラー親衛隊中将 (少将)                                                                |
| ルドルフ・ランゲ 親衛隊少佐(少佐)                             | 画像をアップロード | ラトヴィア保安警察及び親衛隊保安局司令官 東部占領地域オストラント国家弁務官区(de)副長官 | 保安警察及びSD、親衛隊                   | フランツ・ヴァルター・シュターレッカー親衛隊少将(准将)兼保安警察准将(de)                             |
| アルフレート・マイヤー                                        |                    | 北ヴェストファーレン大管区指導者（党職） (党職)、国務長官 (次官) 、副大臣               | 東部占領地域省                           | アルフレート・ローゼンベルク東部占領地大臣                                                           |
| ゲオルク・ライプブラント(de)                                  |                    | 次官、局長                                                                              | 東部占領地省                             | アルフレート・ローゼンベルク東部占領地大臣                                                           |
| ヨーゼフ・ビューラー                                          |                    | 国務長官                                                                                | ポーランド総督府                         | ハンス・フランクポーランド総督                                                                       |
| ローラント・フライスラー                                      |                    | 国務長官、裁判官                                                                        | 司法省                                   | フランツ・シュレーゲルベルガー(de)司法大臣代行                                                       |
| ヴィルヘルム・シュトゥッカート 親衛隊少将(准将)               |                    | 国務長官                                                                                | 内務省                                   | ヴィルヘルム・フリック内務大臣                                                                       |
| エーリヒ・ノイマン(de) 親衛隊上級大佐(上級大佐)               |                    | 国務長官                                                                                | 四ヵ年計画全権委員会                     | ヘルマン・ゲーリング四ヵ年計画全権大使                                                               |
| フリードリヒ・ヴィルヘルム・クリツィンガー(de)                |                    | 事務次官、局長                                                                          | 総統官邸(de)                             | ハンス・ハインリヒ・ラマース親衛隊中佐兼首相官房長官                                                 |
| マルティン・フランツ・ユリウス・ルター                        |                    | 国務次官 (次官補)                                                                       | 外務省                                   | エルンスト・フォン・ヴァイツゼッカー国務長官（外務次官）、ヨアヒム・フォン・リッベントロップ外務大臣 |

## ヴァンゼー・プロトコル

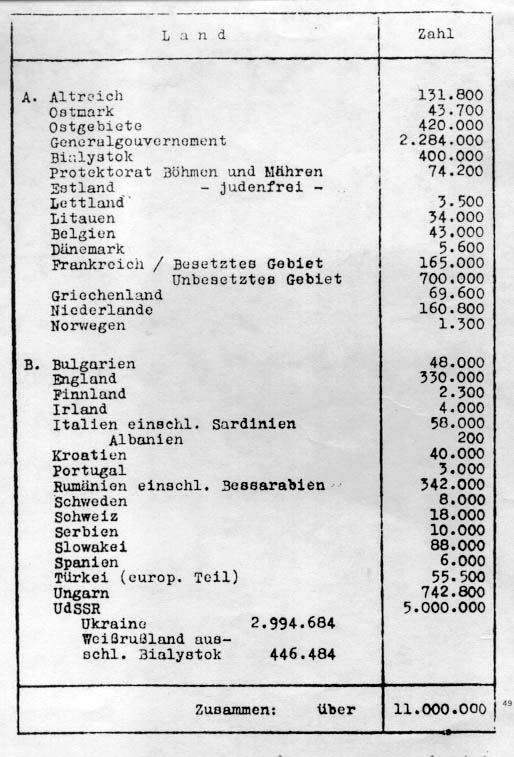
ヴァンゼー・プロトコルの一部。国別のユダヤ人の数が表記された部分

会議の公式な議事録（独：Protokoll,プロトコル）では、会議の目的は「最終解決」を実行するために関係省庁の業務を調整することであると述べられている。プロトコルは親衛隊全国指導者であるハインリヒ・ヒムラーの筆頭副官で国家保安本部長官であるラインハルト・ハイドリヒの指示を受けたアドルフ・アイヒマンによって作成された。会議の要約には、ドイツおよびその占領地からユダヤ人を排除する方法が国外移住の促進から移送と強制収容と強制労働と計画的殺害に変更されたことが特記されている。
様々な方策（移送、強制収容、強制労働、計画的殺害）の組み合わせがプロトコルに詳述されている。これら方策の組み合わせがドイツ政府のヨーロッパユダヤ人絶滅政策と相互に関連していた。移送はそれだけで終わりというわけではなかった。ドイツや同盟国からユダヤ人を強制的に移送することは単にユダヤ人を排除するのではなく、彼らを強制労働者として利用することであった。IGファルベンを始めとする国家的企業が強制労働者を提供された。
強制労働者は同時に2つの主要目的を満たした。強制労働は特に道路建設のような大規模な社会基盤の整備に当てられたが、同時にそれは奴隷的重労働であった。労働は極度の疲労を伴い、結果として多数の労働者が死亡することが期待されていた。過酷な条件を生き抜いた者は殺されることになっていた。（「最後まで何とか切り抜けた者は、適切な処置を受けなければならない…」）。プロトコルによれば「特別処置」とは「殺害」と同義語であることは明らかである。アイヒマンは後にイスラエルでの裁判でこれを認めた。また、イスラエル政府によってアイヒマンが自白を強要された証拠は発見されていない。会議から一年以内にホロコーストは加速し、ユダヤ人の多くは絶滅収容所に到着すると同時に強制労働者に選別されることなく殺害されることとなった。

## 会議議事録に関する論議

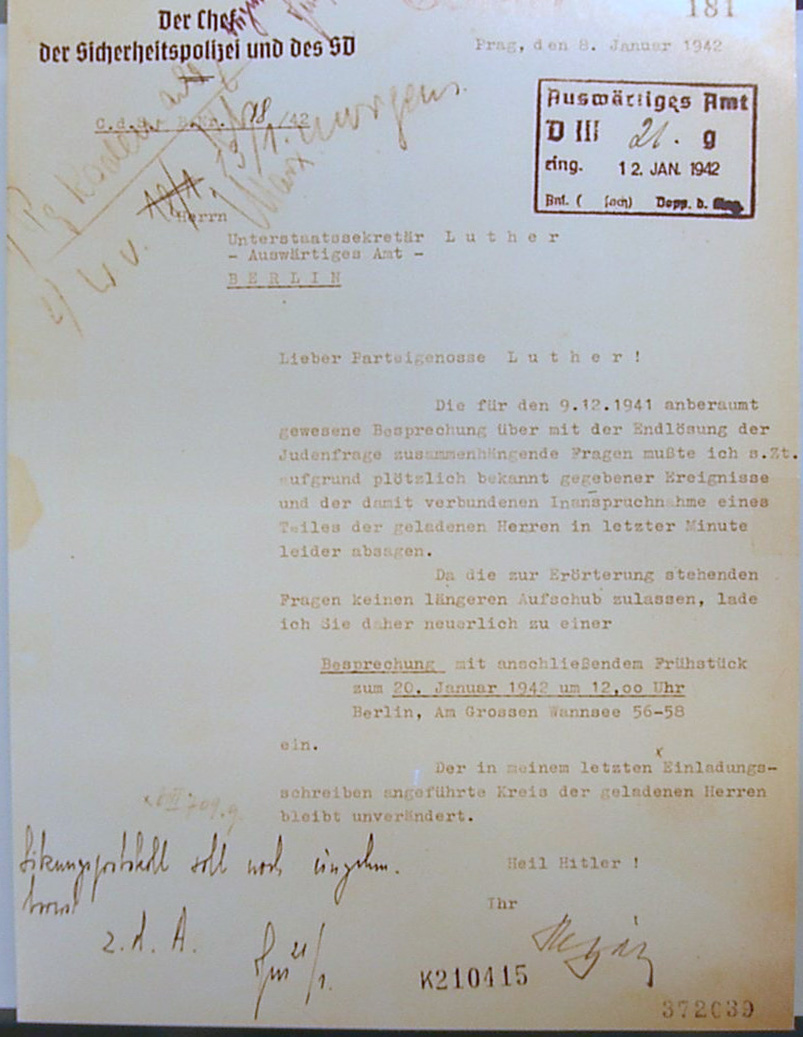
1942年2月26日付けのマルティン・ルター宛てのハイドリヒ書簡

ヴァンゼー会議の存在を裏付ける会議の議事録「ヴァンゼー文書」はアドルフ・アイヒマンが作成したとされ、1947年にアメリカ軍が外務省の文書の中から発見したものである。ドイツ国内でそれが原本であるかどうかの議論が存在する。
しかし会議が開催された時期の前後に、議長であるラインハルト・ハイドリヒと、出席者であるオット・ホフマンやマルティン・ルターの間に複数の書簡が交わされ、いくつかは現存している。それらにはヴァンゼーで開催される会議の予定と、会議の議題が「ユダヤ人問題」であることが明記されており、歴史学的には会議関係者の残した記録（手紙やレポート、日記帳などの一次史料）から明白であり、ヴァンゼーでユダヤ人問題を討議する会議が行われたことに疑問の余地は無い。

## 否定派の主張
- 元ドイツ国防軍の将校で著名なホロコースト否認論者のヴィルヘルム・シュテークリヒ（ドイツ語版）はこのヴァンゼーの会議録を、ニュルンベルク裁判の国際検察局のロベルト・ケンプナーが作成した「偽造文書」だと主張している。
- ホロコースト否認論者のゲルマー・ルドルフは、ヴァンゼー会議録には、「ユダヤ人の絶滅についての内容がはっきり書かれていない。さらにもしもユダヤ人が絶滅されるとしても、いつ、どのようにしてか、などについて触れられていない」などとして、ユダヤ人絶滅が決定されたという根拠が不十分としている。
- ドイツ近代史研究者のエルンスト・ノルテ（ドイツ語版）らが議事録の改竄の可能性や信憑性に疑問を表明している[6]。

## 記念館
ヴァンゼー会議が開かれたヴァンゼー別荘は1943年にノルトハフ財団からRSHAに売却された。戦後はアメリカ軍が使用した後、しばらくホステルとして使われていた。1965年から1972年まで歴史家ヨーゼフ・ヴルフが記念館の設立を計画したが実現せず、1992年になってヴァンゼー会議記念館として開館した。

## 会議にまつわる誤解
ヒトラー自身はヴァンゼー会議に出席していないが、デンマーク放送協会が1992年に制作・放映した『ユダヤ人虐殺を否定する人々』ではヒトラーがヴァンゼー会議の主催者であるとするなど、出席者にまつわる錯誤もある。